# Giving Birth to a Stone
Giving Birth to a Stone es el primer y único álbum de estudio de la banda inglesa Peach. Fue publicado en 1994. Fue relanzado en el año 2000, con una distinta carátula, hecha por el guitarrista de Tool Adam Jones.

## Lista de canciones
Todas las canciones escritas por la banda, excepto «Catfood», de King Crimson
1. "Spasm" – 4:30
2. "Naked" – 4:15
3. "Catfood" – 3:47
4. "Velvet" – 4:12
5. "Dougal" – 4:42
6. "Burn" – 3:11
7. "Signposts in the Sea" – 4:55
8. "You Lied" – 6:57
9. "Don't Make Me Your God" – 3:22
10. "Peach" – 4:35